# NGC 6109
NGC 6109 este o astronomical radio source⁠(d) situată în constelația Coroana Boreală. A fost descoperită în 7 iulie 1880 de către Édouard Stephan⁠(d). Se află la o distanță de 128,82 de megaparseci de Pământ.